# Anemoon

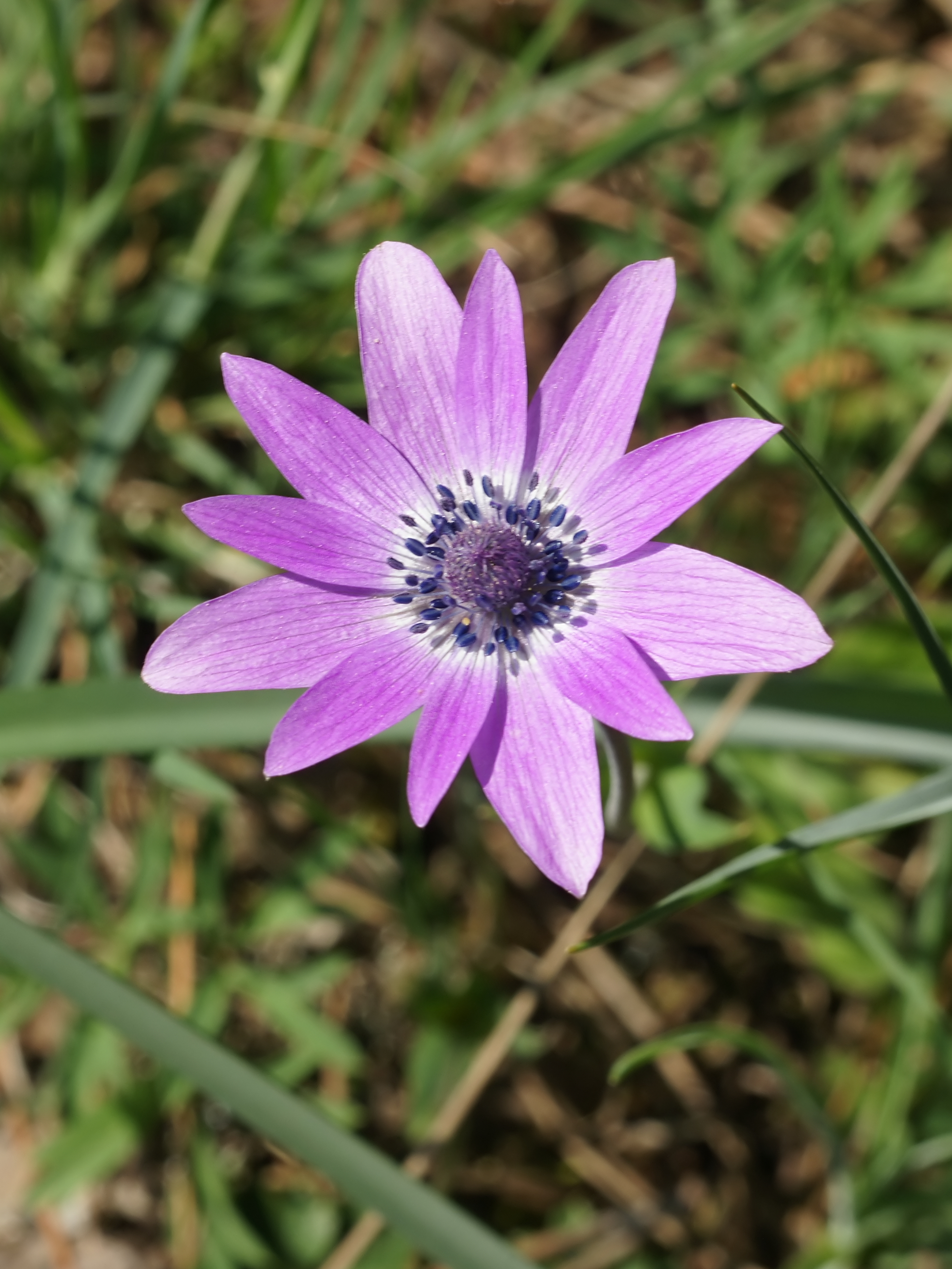
Anemone hortensis

Anemoon (Anemone) is een geslacht van overblijvende kruiden uit de ranonkelfamilie (Ranunculaceae). Anemonen komen voornamelijk voor in noordelijke, gematigde gebieden. Ze hebben gelobde bladeren en grote bloemen met duidelijke bloemdekbladeren. Er worden ongeveer 120 soorten in dit geslacht geplaatst.

## Etymologie
De botanische naam Anemone gaat terug op de antieke oudheid. Plinius de Oudere verbindt de naam met het Griekse anemos = wind. Anemona was een nimf aan het hof van de godin Flora. Volgens de sage zou haar man Zephyros, de god van de wind, op Anemona verliefd zijn geworden, waarop ze door de jaloerse godin in een bloem veranderd werd. Volgens andere bronnen zou de naam teruggaan op de oude Griekse en Latijnse verbastering van de Semitische naam van Adonis, uit wiens bloed de met rode bloemen getooide soort in het Midden-Oosten zou zijn ontsproten.

## Eigenschappen
Anemonen hebben een ondergrondse wortelstok en een diep gesneden basis. De lange bloemsteel draagt één of meerdere witte, rode, blauwe, paarse of zelden gele bloemen. De vruchten hebben vaak lange harige stijlen die hun bestuiving via de wind mogelijk maken.
Veel anemonen zijn populaire tuinplanten; vooral Anemone coronaria, de Turkse, grootbloemige, of knolanemoon, die een knolachtige wortel heeft, peterselie-achtige verdeelde bladeren en grote opvallende papaverachtige bloemen. De bloemen worden in diverse kleuren gekweekt. Er zijn ook dubbelgebloemde cultivars.

## Leefomgeving en bloei
Anemonen groeien het best in een leemachtige grond, zo mogelijk voorzien van rijke mest onder de knol. De planten kunnen in oktober worden geplant. De meeste anemonen bloeien in het voorjaar, meestal van mei tot juni.

## Soorten

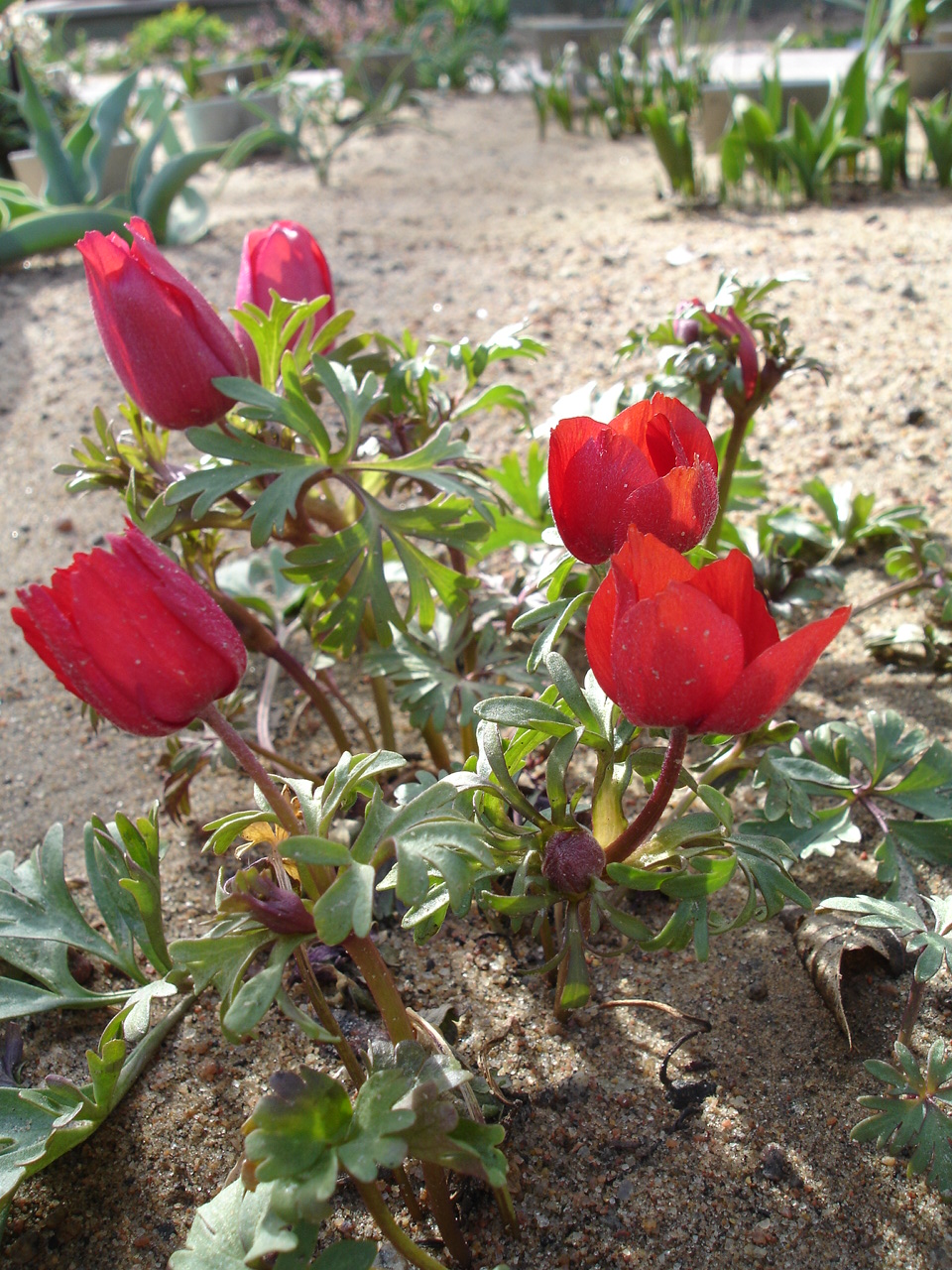
Anemone biflora

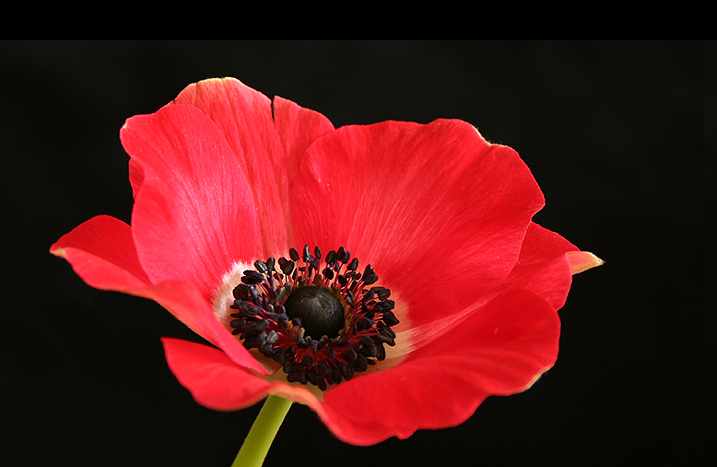

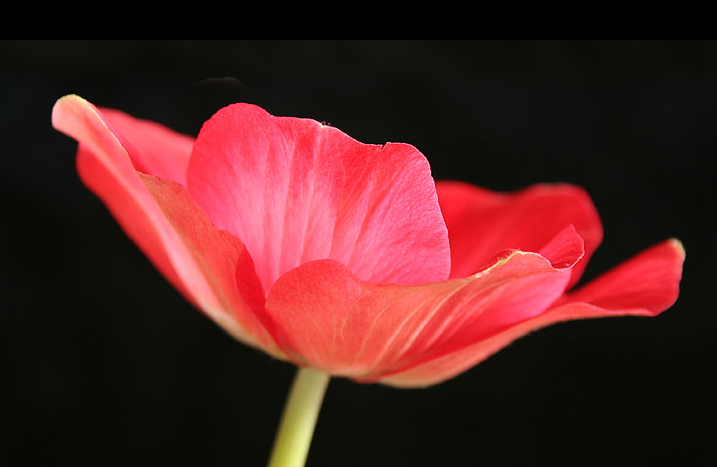
Anemone coronaria

Er zijn ongeveer 120 soorten anemonen, waarvan drie in Nederland en België in het wild voorkomen:
- Blauwe anemoon (Anemone apennina)
- Bosanemoon (Anemone nemorosa)
- Gele anemoon (Anemone ranunculoides)

Enkele andere soorten zijn:
- Anemone altaica
- Anemone baicalensis
- Anemone baldensis
- Anemone biarmiensis
- Anemone biflora
- Anemone blanda
- Anemone bucharica
- Anemone canadensis
- Anemone capensis
- Anemone caroliniana
- Anemone caucasica
- Anemone coerulea
- Anemone coronaria
- Anemone cylindrica
- Anemone deltoidea
- Anemone demissa
- Anemone dichotoma
- Anemone elongata
- Anemone eranthoides
- Anemone fanninii
- Anemone flaccida
- Anemone glauciifolia
- Anemone gortschakowii
- Anemone heldreichiana
- Anemone hortensis
- Anemone hupehensis – Chinese Anemoon
- Anemone keiskeana
- Anemone lancifolia
- Anemone leveillei
- Anemone lithophila
- Anemone magellanica
- Anemone mexicana
- Anemone multifida
- Anemone narcissiflora
- Anemone nikoensis
- Anemone obtusiloba
- Anemone palmata
- Anemone parviflora
- Anemone pavonina
- Anemone petiolulosa
- Anemone polyanthes
- Anemone quinquefolia
- Anemone raddeana
- Anemone reflexa
- Anemone riparia
- Anemone rivularis
- Anemone rupicola
- Anemone sibirica
- Anemone sylvestris
- Anemone tetrasepala
- Anemone tomentosa
- Anemone trifolia
- Anemone trullifolia
- Anemone tschernjaewii
- Anemone tuberosa
- Anemone villosissima
- Anemone virginiana
- Anemone vitifolia
- Anemone zephyra

Enkele cultivars zijn:
- Anemone 'Honorine Jobert'
- Anemone 'Königin Charlotte'
- Anemone 'Whirlwind'

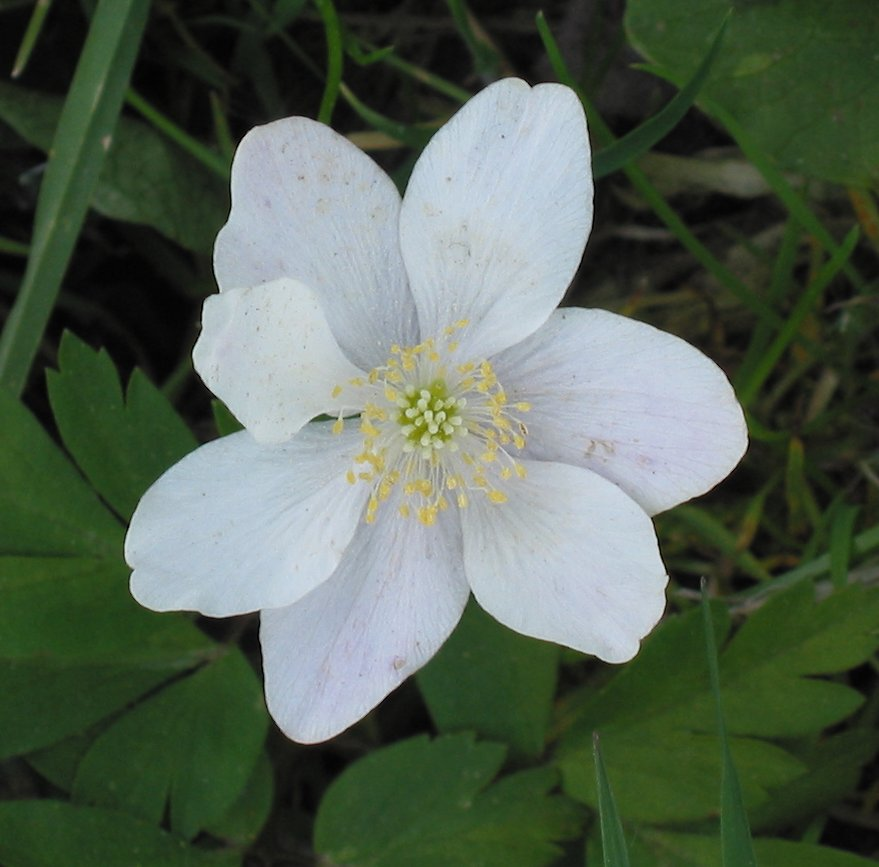
Bosanemoon
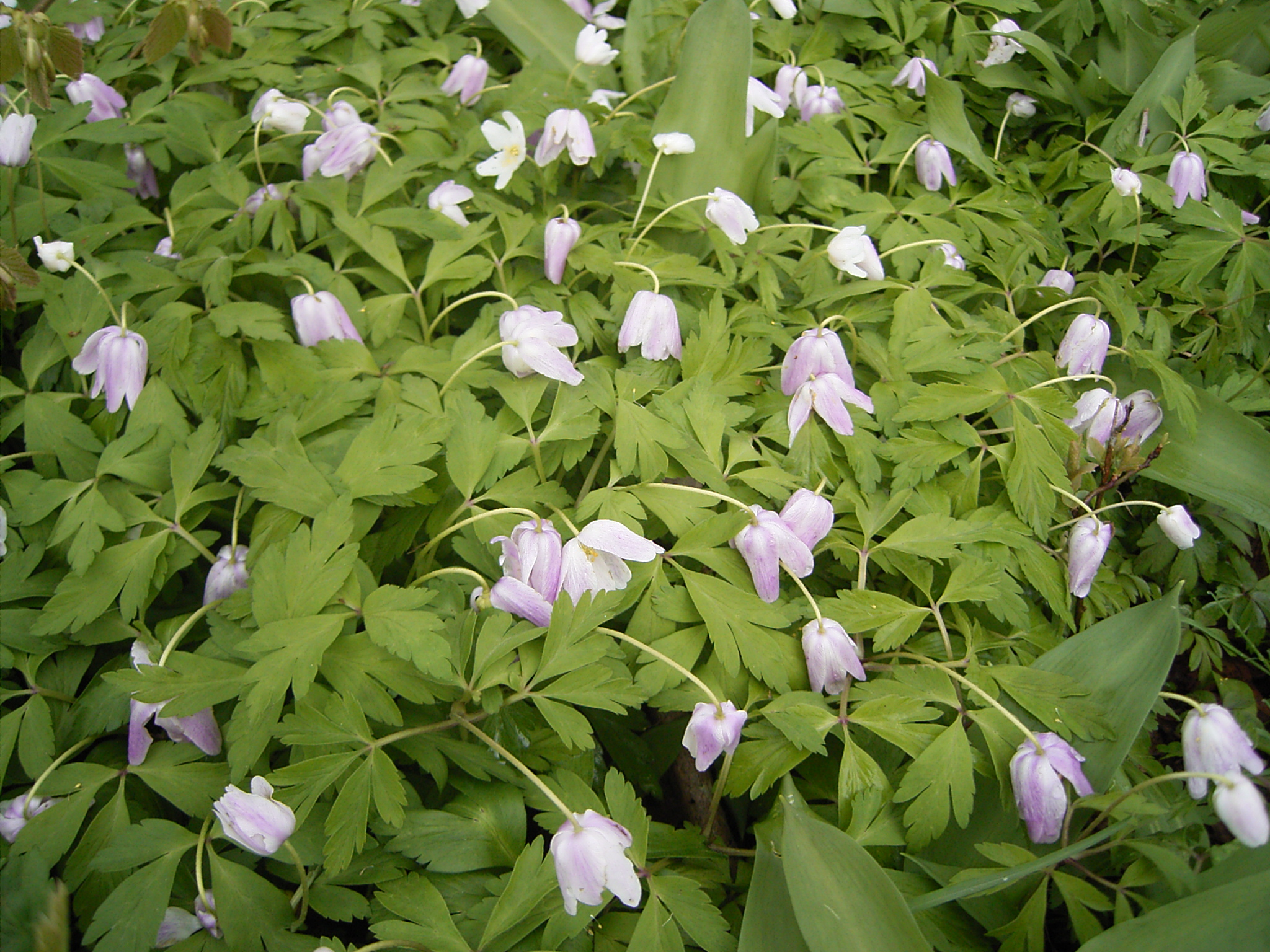
Bosanemoon
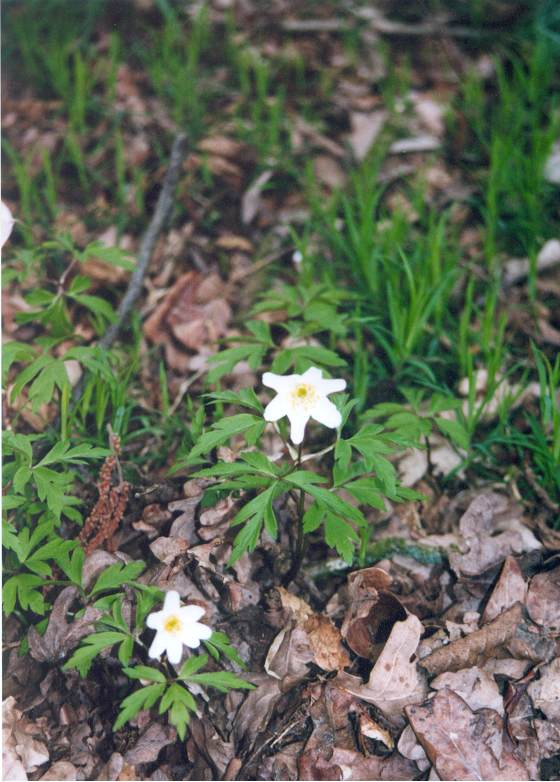
Bosanemoon
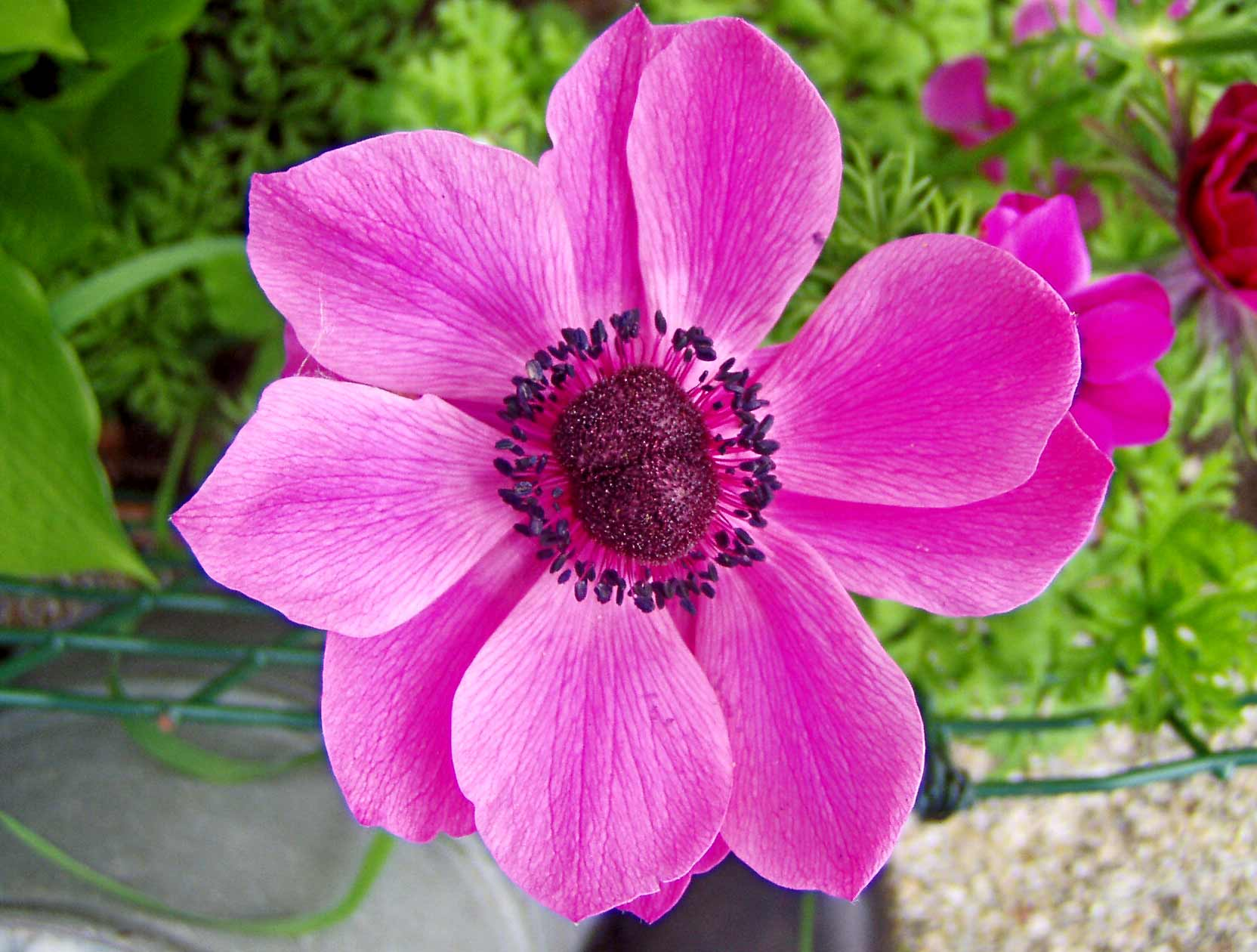
Gekweekte anemoon

... · A. altaica · A. apennina (Blauwe anemoon) · A. blanda (Oosterse anemoon) · A. canadensis · A. coronaria · A. hupehensis · A. narcissiflora · A. nemorosa (Bosanemoon) · A. quinquefolia · A. ranunculoides (Gele anemoon) · A. sylvestris · A. trifolia · ...
... · Aconitum (Monnikskap) · Actaea · Adonis · Aquilegia (Akelei) · Anemone (Anemoon) · Caltha (Dotterbloem) · Clematis · Consolida (Ridderspoor) · Delphinium (Ridderspoor) · Eranthis · Helleborus (Nieskruid) · Hepatica · Myosurus · Nigella (Nigelle) · Pulsatilla · Ranunculus (Boterbloem) · Thalictrum (Ruit) · Trollius · ...